# Harrods

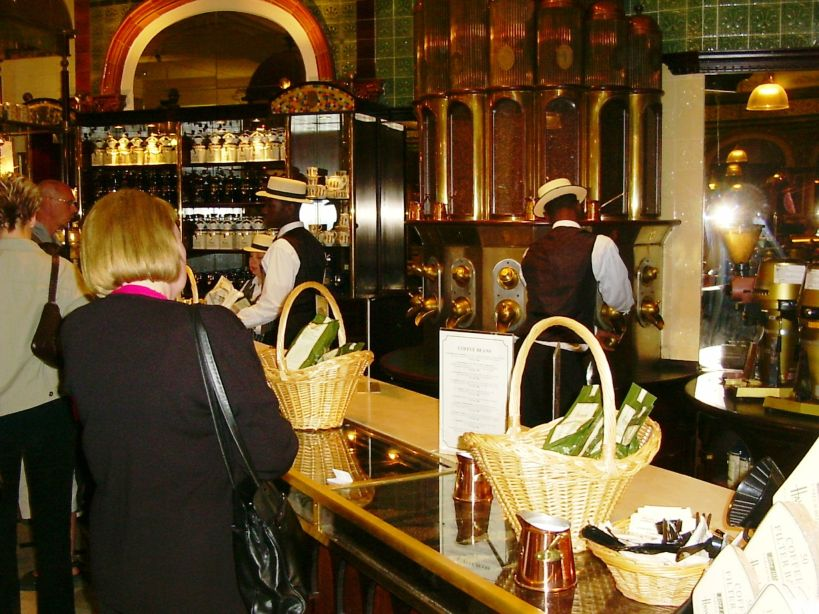
Koffieafdeling van Harrods (12 juni 2004)

Harrods is een warenhuis dat gespecialiseerd is in luxegoederen aan de Brompton Road in de Londense wijk Knightsbridge. Buiten het warenhuis omvat het Harrods-concern ook een bank (Harrods Bank), een vastgoedbedrijf (Harrods Estate) en een luchtvaartbedrijf (Air Harrods).

## Geschiedenis
In 1835 startte Charles Henry Harrod, een thee- en kruideniersgroothandelaar, een winkel tegenover zijn woonhuis in Stepney in het Londense East End. Hij maakte zich zorgen omwille van een cholera-epidemie in Londen en hij verhuisde in 1849 naar de nog rustige Brompton Road om daar een kruidenierszaak over te nemen. Samen met de wijk groeide zijn handel en hij nam de aanpalende gebouwen mee op in zijn zaak.
In 1861 werd het bedrijf overgenomen door Charles Digby Harrod, de zoon van Charles sr. De winkel werd ingrijpend verbouwd. Harrod kreeg de gelegenheid om alles op grotere schaal te herbouwen na een brand op 6 december 1883. Toen Harrod jr. in 1889 met pensioen ging werd Harrods een beursgenoteerd bedrijf, maar het bedrijf zou in 1959 weer in privéhanden komen, toen het werd gekocht door House of Fraser. De latere eigenaar hiervan was Mohamed Al-Fayed. 
De huidige eigenaar is Qatar holding, het investeringsfonds van de koninklijke familie van Qatar. De holding kocht het warenhuis in 2010 van Mohamed Al-Fayed voor ongeveer 1,8 miljard euro.
Harrods was driemaal het doelwit van het IRA. Op 17 december 1983 doodde een bomexplosie zes personen en verwondde er 90. Drie dagen later was Harrods ondanks de ravage opnieuw open.